# Витињо
Витињо Винисијус Коељо дос Сантос (порт. Victor Vinícius Coelho dos Santos; 9. октобар 1993, Рио де Жанеиро), познат као Витињо, је бразилски фудбалер који тренутно игра за Фламенго.